# DJ-Kicks: Kid Loco
Albums de Kid Loco
A Grand Love Story
(1997) Jesus Life For Children Under 12 Inches
(1999)
Compilations par DJ-Kicks
Thievery Corporation
(1999) Stereo MC's
(2000)
DJ-Kicks : Kid Loco est la 14e compilation de la série DJ-Kicks, composée de titres mixés par le musicien et producteur français Kid Loco, et sortie en 1999 sous le label indépendant Studio !K7,.

## Liste des titres
| 1.    | Don't You Know I'm Loco                                     | Kid Loco                                      | 0:44 |
| 2.    | Om Namah Shivaya                                            | The Bill Wells Octect vs. Future Pilot A.K.A. | 2:55 |
| 3.    | Continuum                                                   | The Cinematic Orchestra                       | 2:34 |
| 4.    | Dark Light (Underdog Mix)                                   | Emperors New Clothes                          | 6:05 |
| 5.    | Mr. Flakey                                                  | The Ted Howler Rhythm Combo                   | 3:17 |
| 6.    | Theme From Conquest Of The Irrational (Remix By The Prunes) | DJ Vadim                                      | 3:33 |
| 7.    | Introspection                                               | Jazzanova                                     | 5:18 |
| 8.    | Dark Soul                                                   | Common Ground (ko)                            | 4:44 |
| 9.    | Blueski                                                     | Underworld                                    | 2:44 |
| 10.   | Grimble                                                     | Grantby                                       | 2:44 |
| 11.   | Jesus Christ Almighty (Pylon King + Dunderhead Remix)       | Deep Season                                   | 3:57 |
| 12.   | Happy Cycling                                               | Boards Of Canada                              | 5:07 |
| 13.   | One                                                         | Pelding                                       | 2:52 |
| 14.   | Attitude Adjuster                                           | Tom Tyler                                     | 5:48 |
| 15.   | Culture Consumers                                           | Tongue                                        | 3:39 |
| 16.   | Lovesick (Underdog Rmx)                                     | Lisa Germano                                  | 3:02 |
| 17.   | Slo Jo                                                      | Stereotyp                                     | 4:29 |
| 18.   | Flyin' On 747                                               | Kid Loco                                      | 4:58 |
| 68:31 |                                                             |                                               |      |